# Schlitters
Schlitters är en ort och kommun i distriktet Schwaz i förbundslandet Tyrolen i Österrike.